# Posłowie na Sejm Litwy Środkowej
Posłowie na Sejm Litwy Środkowej zostali wybrani podczas wyborów, które odbyły się w dniu 8 stycznia 1922.
Pierwsze posiedzenie odbyło się 1 lutego 1922, a ostatnie, 15. – 1 marca 1922. Kadencja Sejmu trwała od 1 lutego 1922 do 28 marca 1922.
Marszałek senior
- Karol Hryniewiecki (ZSiUN) 1 lutego 1922
- Jan Marcin Falewicz (ZSiUN) 3 lutego 1922

Marszałek Sejmu
- Antoni Łokuciewski (RL)

Wicemarszałkowie Sejmu
- Zygmunt Fedorowicz (ZSiUN)
- Bronisław Krzyżanowski (PSLZW)
- Józef Małowieski (RL)

## Lista według przynależności klubowej

### Zespół Stronnictw i Ugrupowań Narodowych(43 posłów)
- Ludwik Bałaban
- Witold Bańkowski
- Rudolf Bergman
- Leon Bobrowski
- Stanisław Brzostowski
- Wiktor Bukraba
- Wiktor Czarnowski
- Izydor Czechowicz
- Zygmunt Czerwiński
- Ludwik Dubicki
- Mieczysław Engiel
- Jan Marcin Falewicz
- Zygmunt Fedorowicz
- Hipolit Harniewicz
- Karol Hryniewiecki
- Zbigniew Jasiński
- Franciszek Kardis
- Michał Klejewski
- Antoni Kłyszejko
- Adam Kuleszo
- Józef Lepiesza
- Bolesław Lisowski
- Stefan Łowkis
- Stanisław Maciejewicz
- Franciszek Mejnartowicz
- Jan Moroz
- Ignacy Olszański
- Kacper Orechwo
- Franciszek Pieściuk
- Leon Perkowski
- Antoni Rauba
- Feliks Raczkowski
- Maksymilian Siuchta
- Zygmunt Sołowiej
- Romuald Sopoćko
- Edward Surwiłło
- Romuald Świrkowski
- Wacław Szadurski
- Kazimierz Tałapin
- Kazimierz Wodejko
- Józef Żmitrowicz
- Aleksander Zwierzyński
- Aleksander Żyliński

### Rady Ludowe(27 posłów)
- Antoni Bernacki
- Władysław Chomiczewski
- Józef Dzierkacz
- Stanisław Dubicki
- Zygmunt Gasparaniec
- Wacław Grabowski
- Józef Jachniewicz
- Stanisław Janikowski
- Józef Kijewicz
- Kazimierz Kozłowski
- Bronisław Kulesza
- Antoni Łokuciewski
- Józef Łozowski
- Józef Małowieski
- Aleksander Marcinkowski
- Czesław Nusbaum
- Janusz Ostrowski
- Adam Ostrowski
- Kajetan Rożnowski
- Agaton Rutkowski
- Ludwik Sperski
- Aleksander Staszkiel
- Antoni Szwabowicz
- Feliks Subotowicz
- Jan Wójcinowicz
- Michał Zakrzewski
- Antoni Andrzej Zalewski

### Polskie Stronnictwo Ludowe Ziemi Wileńskiej(13 posłów)
- Maciej Adamowicz
- Bonifacy Baranowski
- Walerian Haul
- Bronisław Krzyżanowski
- Antoni Mickiewicz
- Kazimierz Milewicz
- Piotr Pietkiewicz
- Michał Przewłocki
- Witold Staniewicz
- Marian Świechowski
- Bronisław Wędziagolski
- Adam Wojnicz
- Bolesław Żebrowski

### Związek Ludowy „Odrodzenie-Wyzwolenie”(6 posłów)
- Jan Adamowicz
- Ludwik Chomiński
- Antoni Hałko
- Stanisław Hellman
- Aleksandra Karnicka
- Edward Stefanowicz

### Związek Ludowy Odrodzenie(3 posłów)
- Stanisław Maszczyk
- Stefan Mickiewicz
- Antoni Trabszo

### Stronnictwo Demokratyczne(4 posłów)
- Witold Abramowicz
- Marian Jankowski
- Jan Piłsudski
- Antoni Przybytko

### Polska Partia Socjalistyczna Litwy i Białorusi(3 posłów)
- Stanisław Bagiński
- Bronisław Szeptunowski
- Aleksander Zasztowt

### Grupa Włościańska  (7 posłów)
- Ignacy Achramowicz
- Piotr Burak
- Stanisław Skinder
- Alfons Jozanis
- Józef Mackiewicz
- Adam Uziembło
- Władysław Waszkiewicz

## Lista według okręgów wyborczych
|                    | | | | |                                                                                              | |                                                                                           |                                                             |                                                             |                                                                                            |                                                             |                                                             |                                                             |                                                             |                                                             |                                                             |
| Nr                 | Posłowie wybrani z list poszczególnych komitetów wyborczych | Posłowie wybrani z list poszczególnych komitetów wyborczych | Posłowie wybrani z list poszczególnych komitetów wyborczych                                                                      | Posłowie wybrani z list poszczególnych komitetów wyborczych                                                                           | Posłowie wybrani z list poszczególnych komitetów wyborczych                                  | Posłowie wybrani z list poszczególnych komitetów wyborczych                                                                        | Posłowie wybrani z list poszczególnych komitetów wyborczych                               | Posłowie wybrani z list poszczególnych komitetów wyborczych | Posłowie wybrani z list poszczególnych komitetów wyborczych | Posłowie wybrani z list poszczególnych komitetów wyborczych                                | Posłowie wybrani z list poszczególnych komitetów wyborczych | Posłowie wybrani z list poszczególnych komitetów wyborczych | Posłowie wybrani z list poszczególnych komitetów wyborczych | Posłowie wybrani z list poszczególnych komitetów wyborczych | Posłowie wybrani z list poszczególnych komitetów wyborczych | Posłowie wybrani z list poszczególnych komitetów wyborczych |
| 2 (Święciany)      | | Polski Centralny Komitet Wyborczy - Izydor Czechowicz | | Rady Ludowe - Ignacy Achramowicz - Józef Jachniewicz - Stanisław Janikowski - Józef Łozowski - Józef Mackiewicz - Adam Ostrowski      |                                                                                              | Polskie Stronnictwo Ludowe - Piotr Pietkiewicz                                                                                     |                                                                                           |                                                             |                                                             | Polski Związek Ludowy „Odrodzenie” - Ludwik Chomiński - Antoni Hałko - Aleksandra Karnicka |                                                             |                                                             |                                                             |                                                             |                                                             |                                                             |
| 3 (Komaje)         | | Rady Ludowe - Antoni Bernacki - Piotr Burak - Stanisław Skinder                                                                                                 | Polskie Stronnictwo Ludowe - Walerian Haul - Bronisław Krzyżanowski - Antoni Mickiewicz - Michał Przewłocki - Marian Świechowski | |                                                                                              | |                                                                                           |                                                             |                                                             |                                                                                            |                                                             |                                                             |                                                             |                                                             |                                                             |                                                             |
| 4 (Oszmiana)       | Polski Centralny Komitet Wyborczy - Franciszek Mejnartowicz - Aleksander Żyliński | Rady Ludowe - Władysław Chomiczewski - Józef Dzierkacz - Wacław Grabowski - Antoni Łokuciewski - Józef Małowieski - Aleksander Marcinkowski - Antoni Szwabowicz | Polskie Stronnictwo Ludowe - Jan Piłsudski - Adam Wojnicz                                                                        | |                                                                                              | |                                                                                           |                                                             |                                                             |                                                                                            |                                                             |                                                             |                                                             |                                                             |                                                             |                                                             |
| 5 (Troki)          | Polski Centralny Komitet Wyborczy - Karol Hryniewiecki - Michał Klejewski | Rady Ludowe - Agaton Rutkowski - Jan Wójcinowicz - Michał Zakrzewski                                                                                            | Polskie Stronnictwo Ludowe - Witold Staniewicz                                                                                   | |                                                                                              | |                                                                                           |                                                             |                                                             |                                                                                            |                                                             |                                                             |                                                             |                                                             |                                                             |                                                             |
| 7 (Wilno Północ)   | Polski Centralny Komitet Wyborczy - Jan Marcin Falewicz - Franciszek Kardis | Rady Ludowe - Zygmunt Gasparaniec - Bronisław Kulesza - Ludwik Sperski - Feliks Subotowicz - Antoni Andrzej Zalewski                                            | Polskie Stronnictwo Ludowe - Maciej Adamowicz                                                                                    | |                                                                                              | |                                                                                           |                                                             |                                                             |                                                                                            |                                                             |                                                             |                                                             |                                                             |                                                             |                                                             |
| 8 (Wilno Południe) | Polski Centralny Komitet Wyborczy - Ludwik Dubicki - Stanisław Maciejewicz | Rady Ludowe - Stanisław Dubicki - Józef Kijewicz - Kazimierz Kozłowski - Kajetan Rożnowski - Bolesław Żebrowski                                                 | Polskie Stronnictwo Ludowe - Bonifacy Baranowski - Bronisław Wędziagolski                                                        | | Polski Związek Ludowy „Odrodzenie” - Jan Adamowicz                                           | |                                                                                           |                                                             |                                                             |                                                                                            |                                                             |                                                             |                                                             |                                                             |                                                             |                                                             |
| 9 (Wilno – miasto) | Polski Centralny Komitet Wyborczy - Witold Bańkowski - Stanisław Brzostowski - Wiktor Bukraba - Wiktor Czarnowski - Mieczysław Engiel - Zygmunt Fedorowicz - Zbigniew Jasiński - Adam Kuleszo - Ignacy Olszański - Leon Perkowski - Feliks Raczkowski - Maksymilian Siuchta - Zygmunt Sołowiej - Edward Surwiłło - Aleksander Zwierzyński | | | |                                                                                              | | Polska Partia Socjalistyczna Litwy i Białorusi - Stanisław Bagiński - Aleksander Zasztowt | Polski Demokratyczny Komitet Wyborczy - Witold Abramowicz   |                                                             |                                                                                            |                                                             |                                                             |                                                             |                                                             |                                                             |                                                             |
| 10 (Lida)          | Polski Centralny Komitet Wyborczy - Ludwik Bałaban - Rudolf Bergman - Zygmunt Czerwiński - Antoni Kłyszejko - Stefan Łowkis - Kacper Orechwo - Romuald Sopoćko - Kazimierz Wodejko - Józef Żmitrowicz | | | Blok Demokratyczny - Stanisław Hellman - Edward Stefanowicz - Bronisław Szeptunowski                                                  |                                                                                              | |                                                                                           |                                                             |                                                             |                                                                                            |                                                             |                                                             |                                                             |                                                             |                                                             |                                                             |
| 11 (Wasiliszki)    | Polski Centralny Komitet Wyborczy - Hipolit Harniewicz - Józef Lepiesza - Bolesław Lisowski - Jan Moroz - Franciszek Pieściuk - Antoni Rauba - Romuald Świrkowski | | | Blok Demokratyczny - Marian Jankowski - Czesław Nusbaum - Janusz Ostrowski - Antoni Przybytko - Adam Uziembło - Władysław Waszkiewicz |                                                                                              | |                                                                                           |                                                             |                                                             |                                                                                            |                                                             |                                                             |                                                             |                                                             |                                                             |                                                             |
| 12 (Brasław)       | | | | | Polski Związek Ludowy „Odrodzenie” - Stanisław Maszczyk - Stefan Mickiewicz - Antoni Trabszo | Listy Lokalne - Leon Bobrowski - Alfons Jozanis - Kazimierz Milewicz - Aleksander Staszkiel - Wacław Szadurski - Kazimierz Tałapin |                                                                                           |                                                             |                                                             |                                                                                            |                                                             |                                                             |                                                             |                                                             |                                                             |                                                             |